# كارين هارت
كارين هارت (بالألمانية: Karin Hardt)‏ هي ممثلة ألمانية، ولدت في 28 أبريل 1910 بهامبورغ في ألمانيا، وتوفيت في 5 مارس 1992 ببرلين الغربية بسبب نزف مخي.

## وصلات خارجية
- كارين هارت على موقع IMDb (الإنجليزية)
- كارين هارت على موقع ألو سيني (الفرنسية)
- كارين هارت على موقع أول موفي (الإنجليزية)
- كارين هارت على موقع قاعدة بيانات الأفلام السويدية (السويدية)
- كارين هارت على موقع قاعدة بيانات الفيلم (الإنجليزية)
- كارين هارت على موقع كينوبويسك (الروسية)